# Bialski
Bialski là một huyện thuộc tỉnh Lubelskie của Ba Lan. Huyện có diện tích 2755 km². Đến ngày 1 tháng 1 năm 2011, dân số của huyện là 112538 người và mật độ 41 người/km².